# Hahnenhof (Tapfheim)
Hahnenhof ist der jüngste Gemeindeteil von Tapfheim im schwäbischen Landkreis Donau-Ries.
Die Einöde liegt auf der Gemarkung Tapfheim etwa einen halben Kilometer nördlich vom Pfarrdorf Tapfheim auf freier Flur. Die erste kartografische Darstellung ohne Ortsname erfolgte in der Topographischen Karte 1:25000, Blatt 7330 Mertingen, Herausgabejahr 1989. Der Gemeindeteilname wurde durch das Landratsamt Donau-Ries mit Bescheid vom 2. Dezember 2009 erteilt.